# Joan Donoghue
Joan Donoghue   (Yonkers, 12 de desembre de 1956) és una jurista estatunidenca, antiga funcionària del Departament d'Estat dels Estats Units i actual presidenta del Tribunal Internacional de Justícia (TIJ). Va ser escollida membre del TIJ per primera vegada el 2010, reelegida el 2014 i escollida com a presidenta el 2021.

## Trajectòria
Donoghue es va graduar a la Universitat de Califòrnia a Santa Cruz, amb en Estudis Russos i Biologia el 1978. Posteriorment va rebre el seu Juris Doctor a la Universitat de Califòrnia a Berkeley el 1981. De 1981 a 1984, va ser advocada al bufet Covington & Burling.
Va ser l'assessora de Freddie Mac del 2003 al 2005, i va exercir com a assessora legal adjunta principal al Departament d'Estat dels Estats Units del 2007 al 2010. També va exercir com a consellera general adjunta del Departament del Tresor supervisant el treball de les institucions financeres internacionals.

### Tribunal Internacional de Justícia
Com a jutge del TIJ, va emetre una opinió discrepant en el cas Legal Consequences of the Separation of the Chagos Archipelago from Mauritius in 1965, en el qual el TIJ va emetre una opinió consultiva sobre el conflicte territorial de l'arxipèlag de Chagos entre el Regne Unit i Maurici el 2017 com a resposta a una petició de l'Assemblea General de les Nacions Unides. El TIJ va considerar il·legal la separació del Regne Unit de les illes Chagos de la resta de Maurici el 1965, que va provocar l'expulsió de la població local, quan tots dos eren territoris colonials.
Donoghue va ser elegida com a 26è president del tribunal el 8 de febrer de 2021, succeint Abdulqawi Yusuf, per un mandat de tres anys. El 26 de gener de 2024, Donoghue va emetre una sentència provisional en nom del TIJ sobre Sud-àfrica contra Israel (Convenció sobre el genocidi) sobre si el tribunal tenia jurisdicció.